# Curtici
Curtici [ˈkurtitʃʲ] (ungarisch Kürtös, deutsch Kurtitsch) ist eine Kleinstadt im Kreis Arad, im Kreischgebiet, im westlichen Rumänien.

## Geographische Lage

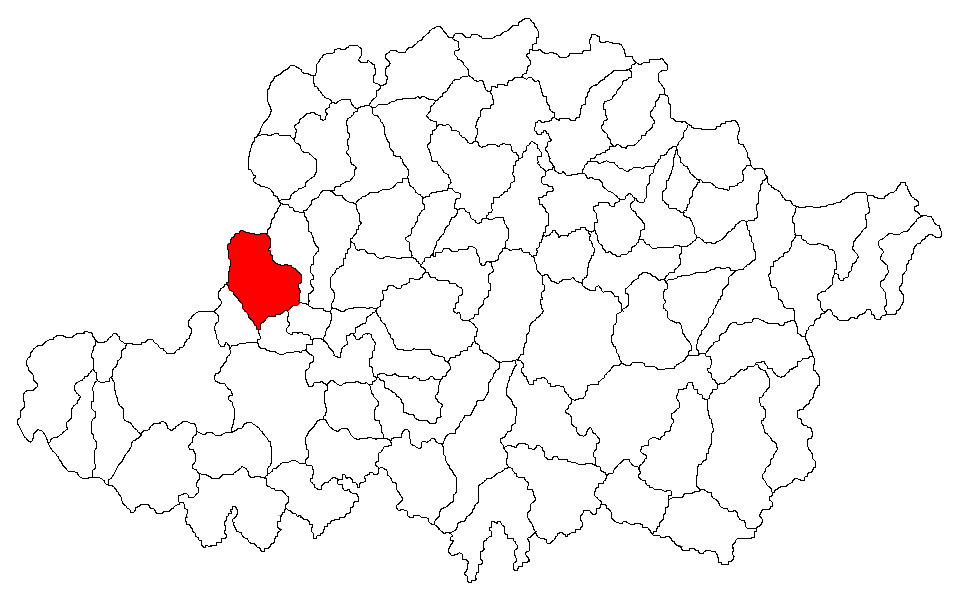
Lage von Curtici im Kreis Arad

Curtici liegt im Westen des Kreises Arad, an der Grenze zu Ungarn, in 17 Kilometer Entfernung von der Kreishauptstadt Arad.
Nachbargemeinden sind im Norden das ungarische Dorf Mácsa, im Osten Andrei Șaguna, im Süden die Dörfer Sânpaul und Șofronea und im Westen die Gemeinde Dorobanți.

## Geschichte
Curtici wurde im Jahr 1519 erstmals urkundlich erwähnt. In der Zwischenkriegszeit erhielt es von den rumänischen Behörden den Namen „Decebal“. Am 16. Februar 1968 wurde Curtici zur Stadt erklärt.

## Wirtschaft
Curtici hat als Grenzstadt zu Ungarn besondere Bedeutung als Zoll- und Grenzübergangsstation für den Eisenbahnverkehr, da es an der Strecke Budapest–Bukarest liegt. In Curtici ist der wichtigste Eisenbahn-Grenzübergang zwischen Ungarn und Rumänien.
Durch den Regierungsbeschluss Nr. 449 vom 8. Juni 1999 wurde ein Areal von 90 Hektar zwischen Curtici, Arad und der Grenze zu Ungarn zur freien Wirtschaftszone erklärt. Die Freie Zone Curtici–Arad (rumänisch Zona Liberă Curtici Arad, kurz SLCA) hat den Zweck, durch verschiedene Vergünstigungen vor allem im steuerlichen Bereich nationale und internationale Investoren anzuziehen.
Die freie Wirtschaftszone Curtici–Arad ist verkehrsgünstig gelegen und sowohl per Bahn, als auch mit dem Auto oder über den Flughafen Arad, an den sie angrenzt, gut zu erreichen.

## Persönlichkeiten
- Ilie Morodan (* 1930), Politiker und Diplomat